# Pholiota squarrosa
Pholiota squarrosa es una especie de hongo basidiomicetos de la familia Strophariaceae.

## Características
Este hongo es característico de América del Norte y Europa, crecen solos o agrupados en las zonas húmedas y en lugares sombríos de los bosques de abedules y coníferas.
La forma del sombrero (píleo) es cónica a convexa, casi aplanada cuando están maduros, escamoso, el sombrero llega a medir hasta 12 centímetros de diámetro y el color es marrón claro, con gran cantidad de escamas amarillas a rojizas. Las esporas son marrones.
El estípite mide hasta 12 centímetros de alto y su grosor alcanza los 15 milímetro, su color es igual al del sombrero y mantiene las escamas de igual manera.

## Comestibilidad
Pholiota squarrosa: no es comestible, ha habido casos de envenenamiento.